# Pseudobradya major
Pseudobradya major är en kräftdjursart som först beskrevs av Olofsson 1917.  Pseudobradya major ingår i släktet Pseudobradya och familjen Ectinosomatidae. Inga underarter finns listade i Catalogue of Life.